# Comida en la barca
La comida en la barca es un cuadro del pintor español Joaquín Sorolla, terminado en 1898. Está realizado en óleo sobre lienzo, y tiene un tamaño de 180 x 250 cm. Se encuentra en la Real Academia de Bellas Artes de San Fernando en Madrid. Fue adquirido por el mismo museo en la Exposición General de Bellas Artes de Madrid de 1899 por 30 000 pesetas.
En el cuadro se observan varios pescadores preparando la comida.